# 劉東啟
劉東啟（英語：Tung-Chi Liu），日本千葉大學自然科學研究所博士，日本國家認證第17屆樹醫生，現任臺灣國立中興大學園藝系副教授。並於中興大學園藝系成立綠化文明研究室，並以綠化是一個國家文明的為核心價值理念而命名。致力於台灣老樹的保護，和無毒樹木養護推廣等教育。

## 研究
劉東啟統整現代醫學之父亞歷克斯·邵戈的四道壁理論、物理學家Claus Mattheck的樹木結構力學與樹木視覺診斷和土壤專家堀大才的土壤研究，對樹木的移植、修剪、養護和栽培管理具有系統性的研究。劉東啟認為樹木、真菌和環境三者並非三角關係而是樹木真菌坐在蹺蹺板上，環境為支點的蹺蹺板關係。認為樹木醫學最終是希望樹木能自身恢復健康，所以除了預防醫學與治療醫學外，再生醫學是不可被忽略的重要部分。而如何使樹木的自癒與再生能力發揮，是現代樹木醫學重要的課題。劉東啟本人對於自己是樹醫生表示：「（樹醫生）這個名字太過於偉大了，我們其實並沒有真正稱的上是去醫治樹...因為我們其實都是藉著樹的力量來讓樹健康。」，「先把樹當朋友，當你的家人，你認識它了嗎？你認識它，有機才可以成立。」

## 外部連結
- 樹醫生劉東啟　水刀療法治老樹
- 澎管處推綠化植栽技術 邀劉東啟教授辦理研習
- 永靖鄉福德國小樹木病了 樹醫前來治廨 （页面存档备份，存于）
- 維基百科：亞歷克斯·邵戈
- 維基百科：Claus Mattheck （页面存档备份，存于）
- 協會網站：Prof. Dr. Claus Mattheck （页面存档备份，存于）
- Shigo, A.L. . Annual Review of Phytopathology. 1984, 22 (1): 189–214. doi:10.1146/annurev.py.22.090184.001201.